# ستان وول
ستان وول (بالإنجليزية: Stan Wall)‏ هو لاعب كرة قاعدة أمريكي، ولد في 16 يونيو 1951 في بوتلر في الولايات المتحدة.

## وصلات خارجية
- ستان وول على موقع دوري كرة القاعدة الرئيسي (الإنجليزية)
- ستان وول على موقعبيزبول رفرنس.كوم (الدوري الرئيسي) (الإنجليزية)
- ستان وول على موقعبيزبول رفرنس.كوم (الدوري الثانوي) (الإنجليزية)
- ستان وول على موقع مشجعي الرسوم البيانية (الإنجليزية)